# Promotor mínimo
En genética molecular de eucariotas se define promotor mínimo (en inglés, core promoter) como la mínima secuencia de ADN en dirección 5' de un gen que es suficiente para iniciar la transcripción de este mediante la maquinaria asociada a la ARN polimerasa II. Se trata de una estructura compleja, con elementos discretos que son reconocidos por varios factores generales de transcripción de forma específica, de modo que permite el ensamblaje de una superestructura, casi una estructura cuaternaria, de variadas proteínas, que incluyen tanto a dichos factores generales de transcripción como a otros elementos, que finalmente permiten la actividad de la ARN polimerasa II y, por ello, la transcripción del gen situado en el extremo 3' del promotor.

## Generalidades
La transcripción en cualquier organismo vivo está mediada por enzimas denominadas ARN polimerasas que son capaces de generar cadenas de ARN complementarias a una hebra de ADN molde, ADN que debe poseer unas determinadas características en su secuencia para atraer a dicha enzima y, por tanto, poder ser transcrito. Existen tres ARN polimerasas en eucariotas, a diferencia de procariotas, donde sólo hay una. La ARN polimerasa II es la que sintetiza ARN mensajero y parte de los ARN pequeños que participan en el splicing de ARN en el núcleo; por ello, es la más estudiada en temas de regulación de la expresión génica
Los promotores de eucariotas requieren in vitro para ser efectivos varios elementos: el ADN molde, los factores generales de transcripción y la ARN polimerasa II. En cambio, in vivo, se necesita también la actividad de un complejo mediador, proteínas reguladoras de unión al ADN e, incluso, proteínas que modifican la cromatina. Esto se debe a la intenso empaquetamiento del genoma eucariota, cuya propia estructura, como la derivada de la conformación de nucleosomas, actúa como elemento regulador. Dichos elementos reguladores pueden situarse a gran distancia, incluso a muchas kb, del promotor que regulan; además, diferentes regiones de control pueden regular la transcripción del mismo gen en diferentes tipos celulares.

## Estructura

Estructura del promotor mínimo. Se detalla cada componente, mostrando su localización respecto del punto de iniciación de transcripción (marcado con una estrella), su nombre y su secuencia consenso.

El promotor mínimo de eucariotas se define como la secuencia de ADN mínima requerida para que se inicie una transcripción correcta in vivo. Típicamente, consta de 40 pb, situados tanto aguas arriba, esto es, a la izquierda del 5', como aguas abajo (a la derecha del 3') del punto de inicio de la transcripción. Sus elementos componentes son cuatro, ordenados en dirección 5' a 3':
- BRE (TFIIB recognition element), secuencia reconocida por el factor de inicio de la transcripción TFIIB. Existen secuencias similares descritas en arqueas,
- Caja TATA o caja Goldberg-Hogness,[8] elemento reconocido por la proteína de unión a la caja TATA o TBP (de TATA binding protein). Posee cierta homología con la caja de Pribnow, propia de procariotas,
- Inr o iniciador, que alberga al punto de inicio de la transcripción y al cual se une el factor TFIID, y, probablemente, la propia ARN polimerasa II,
- DPE (Downstream promoter element), o elemento aguas abajo del promotor, reconocido por TFIID.

No obstante, otras secuencias están implicadas en la agilización del proceso de transcripción. Habitualmente situadas aguas arriba del promotor mínimo, reciben el nombre de secuencias reguladoras. De naturaleza diversa, pueden agruparse en varias categorías, según su estructura y actividad estimuladora o inhibidora:
- elementos proximales al promotor (promoter proximal elements),
- secuencias activadoras situadas aguas arriba (UASs, del inglés upstream activator sequences),
- enhancers,
- silenciadores (silencers),
- elementos frontera (boundary elements),
- elementos de aislamiento (insulators).

Los tres primeros elementos citados son activadores, y los tres últimos, represores del proceso.

## Funcionamiento
Buena parte de los promotores reconocidos por la ARN polimerasa II poseen en su secuencia una caja TATA, que es reconocida por el factor de transcripción general TFIID, que lo hace concretamente a través de la subunidad TBP. Tras unirse al ADN, TBP modifica la estructura secundaria de la caja TATA de tal forma que se reclutan secuencialmente otros factores de transcripción, por este orden: TFIIA, TFIIB, TFIIF y la propia polimerasa, y luego TFIIE y TFIIH. Esto define un complejo de preiniciación, que es el acervo completo de factores de transcripción y polimerasa que, unidos al promotor, son capaces de iniciar la transcripción. La actividad helicasa de TFIIH separa las hebras de la secuencia de ADN que corresponde al promotor mínimo, lo cual se traduce en que el complejo de preiniciación está entonces preparado para escapar del promotor e iniciar la síntesis de ARN leyendo la hebra apropiada situada aguas abajo de aquel.
Ahora bien: es preciso que el complejo, para efectuar su función biológica, escape del promotor, al que se encuentra aferrado, y se deslice sobre la hebra a transcribir. Esta independencia se logra mediante la fosforilación de una cola C-terminal de la ARN polimerasa II, transferencia de grupos fosfato que está mediada por kinasas específicas y por un dominio con dicha actividad presente en TFIIH. Dicha cola C terminal, denominada CTD (de C-terminal domain), contiene repeticiones de la secuencia Tyr-Ser-Pro-Thr-Ser-Pro-Ser. La fosforilación en los residuos de serina capacita a la polimerasa y al resto de factores de transcripción, debido a un cambio conformacional, a desplazarse sobre la hebra y efectuar su función, que en la mayoría de los casos es la generación de ARN mensajero.

### Regulación
Un promotor es, por definición, una secuencia aguas arriba de un gen que determina en la expresión de este, con intervención de otros elementos, como pueden ser los factores de transcripción. Por ello, la posesión de un promotor con una secuencia específica está relacionado con el momento fisiológico —lugar y momento de expresión— de la transcripción del gen situado a su merced. Aunque el promotor mínimo sea el paradigma de la brevedad en secuencia, su expresión debe obedecer a algún tipo de regulación, y se ha demostrado que depende, entre otras formas, del grado de empaquetamiento de los nucleosomas: cuando la caja TATA está albergada en un nucleosoma, el promotor no se expresa, y, cuando el nucleosoma se disgrega y se expone la secuencia, sí se da la transcripción, aun en ausencia de señales activadoras específicas. Este mecanismo proporciona una gran versatilidad en la regulación puesto que el empaquetamiento del genoma está finamente controlado de diversas formas: por ejemplo, mediante acetilación de histonas y ARN de interferencia.
No obstante, existen elementos aguas arriba del promotor que intervienen en la regulación de su expresión. Por ejemplo, el mecanismo que dirige la expresión diferencial del promotor mínimo del virus de la hepatitis B (HBV) en hepatocitos depende de un balance entre elementos activadores y represores en aquel tipo celular. Se ha descrito un factor de transcripción especialmente común en células del hígado que activa la transcripción del gen controlado por aquel de forma específica, así como un elemento inhibidor de dicho factor de transcripción, este último más común en células no hepáticas; de este modo, la presencia de más elementos activadores que inhibidores en el hígado provoca una mayor expresión en él, y no así en otros lugares.